# 丁毅民
丁毅民（1921年—2009年），经名穆萨，曾用名丁文祥，男，回族，山东沂水人，中华人民共和国政治人物，曾任宁夏回族自治区人民政府副主席，宁夏回族自治区人大常委会副主任。